# Saint-Julien-Maumont
Saint-Julien-Maumont este o comună în departamentul Corrèze din centrul Franței. În 2009 avea o populație de 166 de locuitori.

## Evoluția populației
| An        | 1975 | 1982 | 1990 | 1999 | 2006 | 2009 |
| --------- | ---- | ---- | ---- | ---- | ---- | ---- |
| Populație | 195  | 161  | 157  | 155  | 159  | 166  |